# هونه
هونه (به ایتالیایی: Hône) یک کومونه در ایتالیا است که در واله دائوستا واقع شده‌است.

## خصوصیات
هونه ۱۲ کیلومترمربع مساحت و ۱٬۱۶۸ نفر جمعیت دارد و ۳۶۴ متر بالاتر از سطح دریا واقع شده‌است.

## خواهرخوانده
شهر Nora Municipality خواهرخواندهٔ هونه هست.